# Лъджа (дем Мустафчово)
Вижте пояснителната страница за други населени места с името Лъджа.
Лъджа или Долна Лъджа (на гръцки: Θέρμες, Термес, катаревуса: Θέρμαι, Терме) известно и като Баня, Нагорно махале, както и с турската форма Елидже или Ълъджа, е родопско село в Гърция, Западна Тракия, община Мустафчово.
Самото село е разположено в непосредствена близост, на 3,5 километра от границата с България.
Селото носи името си (както турското Ълъджа, така и днешните гръцко Термес и българско Баня) от минералните извори, които се намират в цялата му околност.

## История
На 15 януари 2010 година е открит ГКПП Златоград-Термес и е отворен пътят, който свързва селото и гр. Ксанти с Аламовци и Златоград от българската страна на границата.
Край село Лъджа е единственото в Родопите светилище на персийското божество Митра. Скалният релеф е открит в 1915 г. от проф. Богдан Филов. Намира се на около 50 м от чешмата при най-северната точка на завоя на пътя Ксанти-Златоград източно от отбивката за с. Баня (GPS 41°21'2"N 24°59'31"E), има указателна табела на пътя.
Професор Любомир Милетич споменава, че към 1912 година селото е обитавано от помаци. Жителите на селото са българи мюсюлмани.

## Галерия
- Минералните извори край селото
- Единственото в Родопите светилище на персийското божество Митра
- Джамията в селото